# Toncho Nava
Antonio « Toncho » Nava Cano, né le 5 août 1948, à Madrid, en Espagne, est un ancien joueur espagnol de basket-ball. Il évolue durant sa carrière au poste d'ailier.

## Palmarès
- Coupe des clubs champions 1967, 1968